# Palau de Navarra
El Palau de Navarra és l'edifici de la seu del govern de Navarra, a Pamplona, que data del segle xix. Va ser la seu inicial de la Diputació de Navarra.

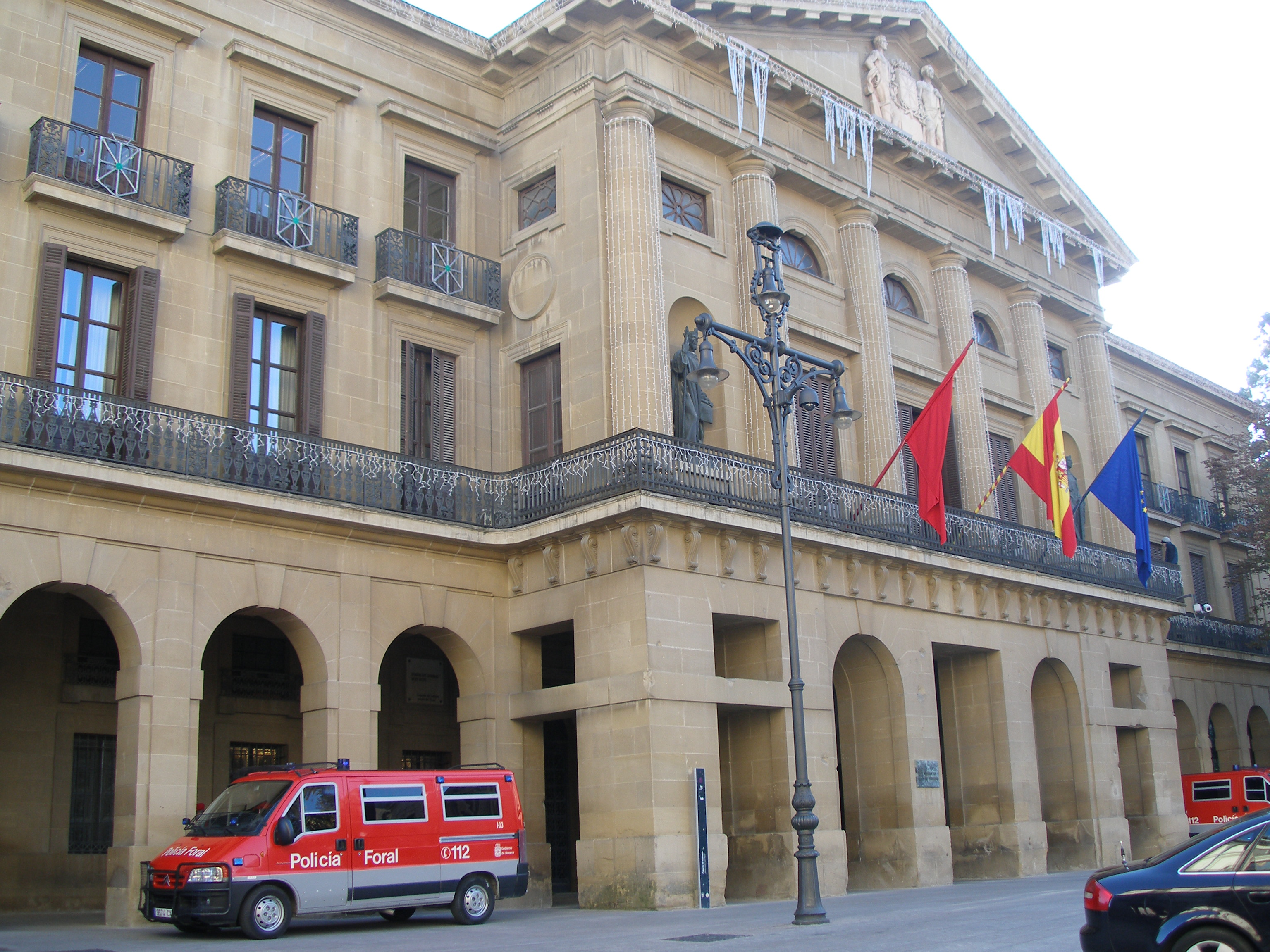
Front principal del Palau de Navarra que dona al passeig Sarasate; amb els adorns de les Festes de Nadal.

El projecte va ser encarregat a l'arquitecte José de Nagusia i es van iniciar les obres el 1840. Es troba al Primer Eixample de Pamplona, tancant una part de la plaça del Castillo i al seu torn, un dels extrems del passeig Sarasate. Es va aprofitar el terreny del convent de les carmelites descalces després de la desamortització eclesiàstica.
És de caràcter palacial, neoclàssic, potent que tant va arrelar en l'arquitectura institucional de Navarra. Hi contribueixen la fortalesa del carreu, la calculada dimensió dels elements i la seva distribució, i el serè frontís clàssic d'ordre dòric que dona el passeig

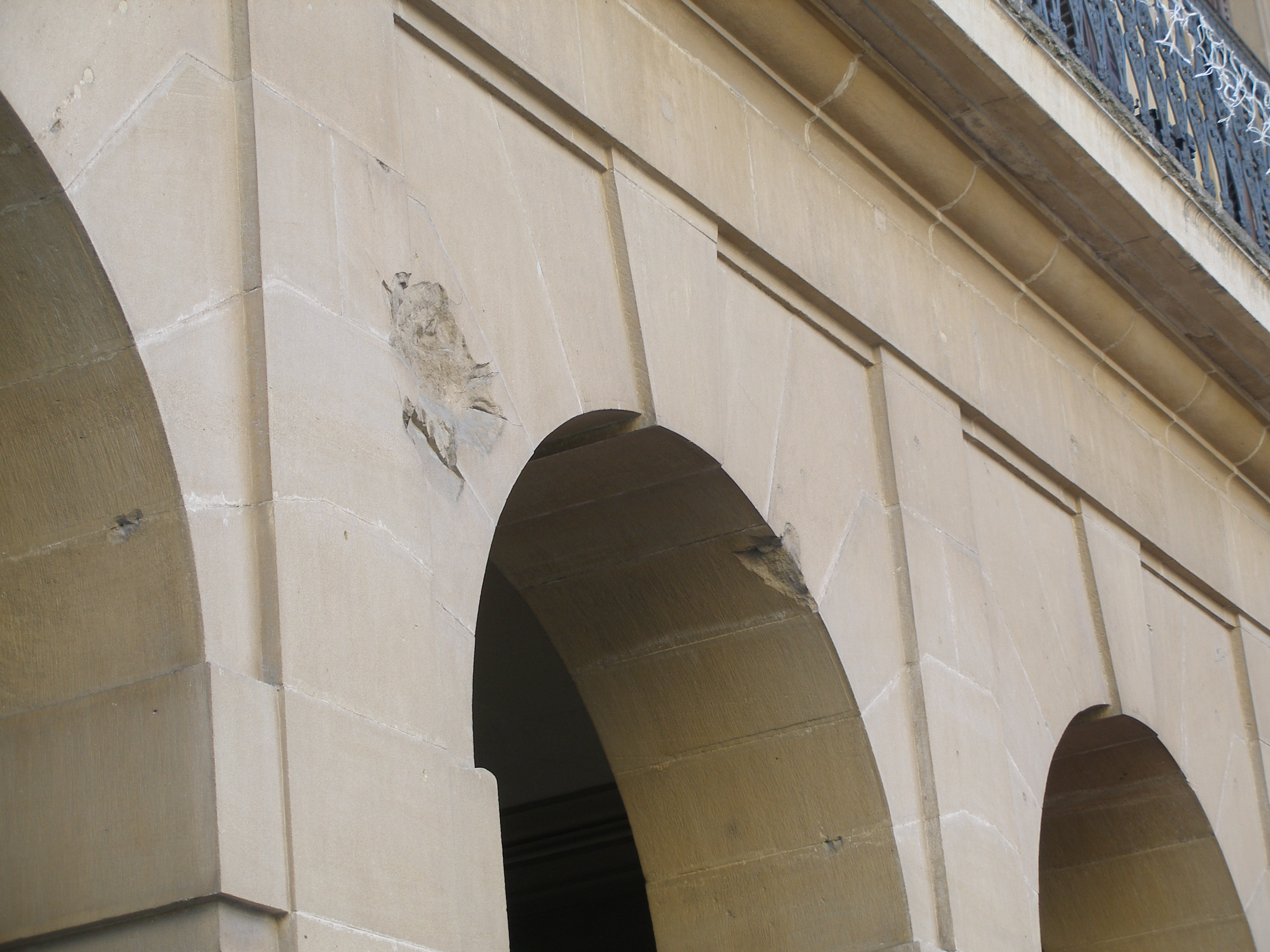
A les parets es poden veure cicatrius de la Guerra Civil Espanyola, impactes de les bombes llançades el dia 12 de novembre de 1937 per l'Exèrcit Republicà.

Iniciat al segle xx el 1929, José i Javier Yárnoz, un cop que havien desaparegut les muralles, va ser ampliat cap a l'avinguda de Carles III, eix del Segon Eixample, amb el mateix estil que els precedia. Les escultures i relleus del frontó d'aquesta cara posterior del palau són de Fructuoso Orduna el 1932. S'hi representa Navarra i les activitats humanes i artístiques que la caracteritzen.

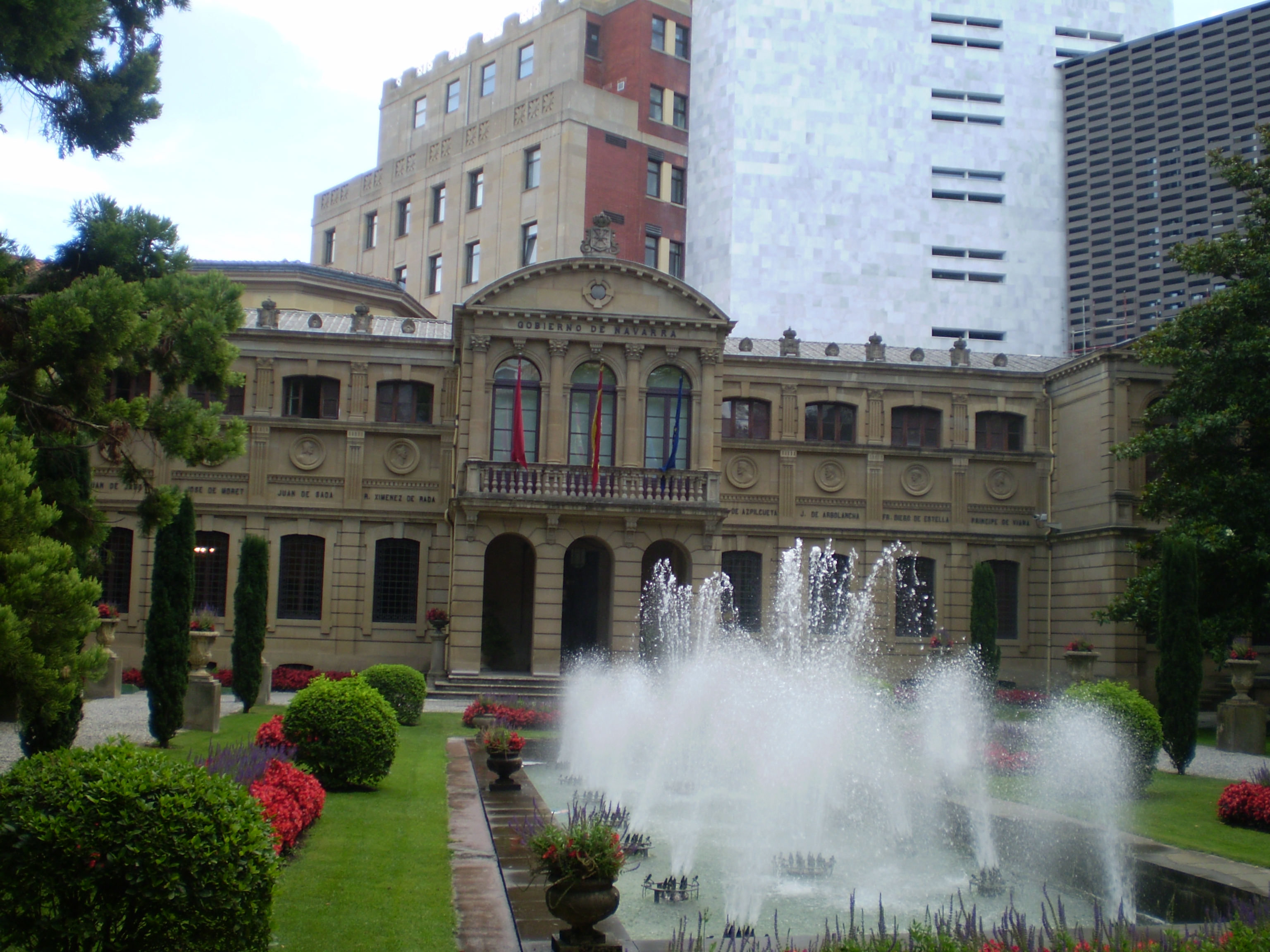
Jardins del Palau de Navarra.

De l'interior destaca el Saló del Tron, amb gran majestuositat d'estil isabelí realitzat entre 1861 i 1865, de l'arquitecte Maximiano Hijón que va dirigir l'obra i va contractar tots els artistes que hi van participar. Té una fastuosa escala com a accés.
Té un jardí amb font il·luminada, on es troba una de les dues sequoies que hi ha a Pamplona, coneguda popularment com a «Pi de la Diputació».
El 1896 Florencio Ansoleaga va construir a una ala lateral l'Arxiu provincial, que s'ha utilitzat fins a la creació del nou Arxiu Real i General de Navarra a l'històric Palau dels Reis de Navarra.